# Meterginus dorsalis
Meterginus dorsalis is een hooiwagen uit de familie Cosmetidae.